# ترافيس كامينغز
ترافيس كامينغز هو سياسي أمريكي، ولد في 30 يونيو 1972 في جاكسونفيل في الولايات المتحدة. نشط حزبياً في الحزب الجمهوري. وقد انتخب عضو مجلس نواب فلوريدا ‏.